# Anopheles anomalophyllus
Anopheles anomalophyllus är en tvåvingeart som beskrevs av William H.W. Komp 1936. Anopheles anomalophyllus ingår i släktet Anopheles och familjen stickmyggor. Inga underarter finns listade i Catalogue of Life.